# Pfundensalz
Pfundensalz war ein  Gewichtsmaß im Salzhandel in Regensburg.
- 1 Pfundensalz = 8 Schilling = 240 Scheiben
- 1 Scheibe = 1,5 Zentner = 152,5 Wiener Pfund
- 1 Zug = 11 Scheiben Salz oder 11.000 Stücke

Als ein Zug wurde die Einheit von 3 Schiffe, sogenannte Schwemmer, bezeichnet, die 124 Fuß lang und für Salztransporte besonders geeignet waren.